# Vilma Eckl
Vilma Eckl, (Enss, 26 de junio de 1892 - Linz, 10 de junio de 1982), fue una pintora austríaca.

## Biografía
Eckl se formé asistiendo a la escuelas privada de pintura de Rosa Scherer, Bertha de Tarnoczy y Tina Kofler. Además en su pintura hay influencia del expresionismo alemán y de la escuela artística de Linz. El profesor Mathias May, fue también clave para su desarrollo artístico.
Actualmente sus obras están cargo de la Galerie Lehner de Viena.

## Premios y distinciones (selección)
- 1946 Premio de Cultura de la Alta Austria y la ciudad de Linz
- 1961 Adalbert Stifter Premio de la Alta Austria
- 1962 Anillo de Honor de la Ciudad de Linz

## Exposiciones individuales y colectivas
Desde 1929 ha tenido numerosas exposiciones. Entre ellas, destacan:
- 1987: Galerie Lehner, Linz
- 2008: Galerie Lehner, Viena